# نسبة تكاليف بيئية إلى القيمة
نموذج نسبة التكاليف البيئية إلى القيمة طريقة مبنية على تقييم دورة الحياة لتحليل أنماط الاستهلاك، واستراتيجيات الأعمال، وخيارات التصميم فيما يتعلق بخلق القيمة الكفؤة بيئيًا. بعد ذلك يستخدم لمقارنة المنتجات وأنظمة الخدمات (مثلًا: المقارنة المرجعية).
نسبة التكاليف-البيئية / القيمة (إي فّي آر) مؤشر يكشف عن أنماط الاستهلاك المستدامة وغير المستدامة للأشخاص. التكاليف البيئية مؤشر للتلوث البيئي للمنتجات التي يشتريها الناس، والقيمة هي السعر الذي يدفعونه لقاءها في اقتصاد السوق الحر الذي نتعامل به. مثلًا: عندما ينفق شخص 1000 يورو بالشخص على السكن (في أوروبا: النسبة التقريبية للتكاليف البيئية إلى القيمة للسكن 0.3) فذلك أقل ضررًا للبيئة من صرف نفس قيمة 1000 يورو على الديزل (في أوروبا: النسبة التقريبية للتكاليف البيئية إلى القيمة للديزل 1.0).
تتعلق نسبة التكاليف البيئية إلى القيمة أيضًا باستراتيجيات الأعمال، لأن الشركات تواجه الاستدخال البطيء ولكن المحتوم في نفس الوقت للتكاليف البيئية. لا تأخذ تكاليف الإنتاج حاليًا بالحسبان الضرر البيئي الذي تسببه هذه المنتجات. يتراجع تقبل عقلية «التلوث مجاني» هذه شيئًا فشيئًا في المجتمعات.
تجعل نسبة التكاليف البيئية إلى القيمة الشركات أكثر وعيًا بالأهمية النسبية للتلوث البيئي الناتج عن منتجاتها، والخطر النسبي الذي تواجهه عند ارتفاع تكاليف الإنتاج في المستقبل بسبب هذا الاستدخال للتكاليف البيئية. باستخدام نسبة التكاليف البيئية إلى القيمة، يمكن للشركات اتخاذ القرارات بشأن حقيبة منتجاتها: الاستغناء عن المنتجات ذات القيمة المنخفضة والتكاليف البيئية المرتفعة وتحفيز إنتاج المنتجات ذات القيمة المرتفعة والتكاليف البيئية المنخفضة.

## نبذة عامة
قدم نموذج نسبة التكاليف البيئية إلى القيمة في عام 1998 ونشر في 2000-2004 في المجلة الدولية لتقييم دورة الحياة (إل سي إيه) وفي مجلة الإنتاج الأنظف (جورنال أوف كلينر برودكشن). مفهوم نسبة التكاليف البيئية إلى القيمة مبني على التكاليف البيئية. في أعوام 2007 و2012 و2017، حُدث نظام التكاليف البيئية. تتوفر قواعد البيانات العامة للتكاليف البيئية (مفتوحة المصدر) في موقع www.ecocostsvalue.com التابع لجامعة ديلفت للتكنولوجيا (هولندا). في 2010 صدر كتاب يدعى «تقييم استدامة مبني على تقييم دورة الحياة: نسبة التكاليف-البيئية/القيمة (إي فّي آر)» ليحتوي أهم المقالات عن نسبة التكاليف البيئية إلى القيمة.

## مبدأ العمل

### النموذج
إي فّي آر = التكاليف البيئية / القيمة. الفكرة الرئيسية لنموذج نسبة التكاليف البيئية إلى القيمة هي ربط «سلسلة القيمة» بالسلسلة البيئية للمنتج. في سلسلة القيمة، القيمة المضافة (المقدرة ماليًا) والتكاليف المضافة تحدد لكل خطوة للمنتج «من المهد إلى اللحد». بشكل مشابه، فإن الأثر البيئي لكل خطوة في سلسلة الإنتاج يعبر عنه ماليًا، فيما يعرف باسم «التكاليف البيئية». انظر الشكل 1. لاحظ أن هناك أيضًا سلسلة بورتر من اليسار إلى اليمين في الشكل 1، بدءًا من الهدر وإضافة القيمة بإعادة التدوير. بهذه الطريقة تصبح سلسلة بورتر دائرية.

### التكاليف البيئية
تعبر التكاليف البيئية عن كمية العبء البيئي للمنتج بناءً على الوقاية من ذلك العبء. هي التكاليف الهامشية (الحدية) الوقائية (نقود) التي يجب صرفها لتخفيض التلوث البيئي ونضوب المواد في عالمنا لمستوى يتوافق مع قدرة تحمل كوكب الأرض.
من هذا المنطلق فإن التكاليف البيئية تكاليف افتراضية، بما أنها لم تدخل بعد في التكاليف الحقيقية لسلاسل الإنتاج الحالية (تكاليف دورة الحياة). يجب النظر إلى التكاليف البيئية باعتبارها التزامات مخفية.
على سبيل المثال: لكل 1000 كغ من انبعاثات ثنائي أكسيد الكربون، على المرء استثمار 135 يورو في المزارع الريحية البحرية (أو أنظمة أخرى لتخفيض انبعاثات ثنائي أكسيد الكربون بذلك السعر أو أقل). عند فعل ذلك بالنتيجة تنخفض انبعاثات ثنائي أكسيد الكربون الكلية في العالم بنسبة 65% بالمقارنة مع انبعاثات عم 2008. يستقر الاحتباس الحراري العالمي نتيجة ذلك. بالمختصر: «التكلفة البيئية لـ1000 كغ من ثنائي أكسيد الكربون 135 يورو». يمكن إجراء حسابات مماثلة للبيئة تخص أعباء الحموضة، فرط المغذيات، ضبخان الصيف، الغبار الناعم، السمية البيئية، استخدام المعادن والوقود الأحفوري والأرض (الطبيعة).
تستخدم التكاليف البيئية في تقييم دورة الحياة، إل سي إيه، لتقييم الأداء البيئي للمواد المختلفة والعمليات المختلفة وطرق نهاية الصلاحية المختلفة.

### عن المنتجات
تجمع نسبة التكاليف البيئية إلى القيمة كلًّا من الكلفة البيئية والقيمة للنظر فيما إذا كان المنتج سينجح. ينبغي للمنتج أن يكون له أثر بيئي منخفض في دورة حياته (تكاليف بيئية منخفضة) وقيمة جذابة للمستهلكين. القيمة هنا هي القيمة السوقية (القيمة المدركة للزبون، وتدعى أيضًا السعر العادل). هناك ثلاث أبعاد للمنتج: القيمة والتكاليف والتكاليف البيئية.
التوجه الحالي للمجتمع هو عدم قبول التلوث الشديد في الصناعة من قبل سكان البلد. ينتج عن هذا تشريعات أصرم من الدول (مثلًا حقوق التجارة بالانبعاثات، فرض أفضل التكنولوجيات الممكنة، الضرائب البيئية...إلخ.). تصبح عند ذلك التكاليف البيئية جزءًا من تكاليف الإنتاج الداخلية. هذا الاستدخال للتكاليف البيئية قد يشكل تهديدًا للشركة، ولكنه أيضًا فرصة ينبغي استغلالها: «عندما يكون المنتج الخاص بي أقل عبئًا بيئيًا من منتج المنافس، فسيستطيع منتجي تحمل تشريعات أصرم من الحكومة. لذا فإن خاصية انخفاض التكلفة البيئية هذه لمنتجي أصبحت تشكل ميزة تنافسية أمتلكها». لتحليل الآفاق السوقية طويلة الأمد وقصيرة الأمد لمنتج أو مزيج منتج/خدمة (نظام منتج خدمة، بّي إس إس)، يمكن لكل منتج أو نظام منتج-خدمة أن يقع في مصفوفة حقيبة المنتجات. الفكرة الرئيسية من هذه المصفوفة هي فكرة أن المنتج والخدمة أو نظام المنتج الخدمة يتصف بالآتي:
- قدرة السوق قصيرة الأمد لها: نسبة قيمة/تكاليف مرتفعة
- متطلبات السوق طويلة الأمد لها: تكاليف بيئية منخفضة.

فيما يخص إستراتيجية المنتج، تنتج المصفوفة ثلاثة اتجاهات إستراتيجية:
- تحسين نسبة القيمة/التكاليف للتصميم الصديق للبيئة لإنشاء سوق أكبر
- تخفيض التكاليف البيئية للمنتجات الحالية الناجحة لجعلها ملائمة لأسواق المستقبل
- الاستغناء عن المنتجات ذات النسبة المنخفضة للقيمة/التكاليف (لا توجد أرباح كبيرة، سوق صغيرة)، والتكاليف البيئية المرتفعة

في العديد من «التصاميم الخضراء»، المشكلة المعتادة هي انخفاض نسبة القيمة/التكاليف الحالية لها. في معظم الحالات، تكاليف الإنتاج أعلى من تكاليف إنتاج الحل التقليدي، في بعض الحالة فإن الجودة (المدركة) حتى رديئة. هناك طريقتان للتصرف بهذا الشأن:
- تحسين الجودة (المدركة) للمنتج
- إرفاق المنتج بخدمة (إنشاء نظام منتج خدمة) بطريقة تزيد فيها قيمة حزمة المنتج والخدمة معًا عن قيمة مكوناتها.

لأجل منتج يمتلك نسبة قيمة/تكاليف حالية حيدة، ولكن تكاليفه البيئية مرتفعة، فإن المنتج وعملية الإنتاج ينبغي إعادة تصميمهما لتخفيض التكاليف البيئية. هذا الطريق باتجاه الاستدامة واعد أكثر بكثير من إستراتيجية تحسين نسبة القيمة/التكاليف في التصميم الأخضر (الصديق للبيئة).
سبب أن هذه الاقتصادات الكبيرة للإنتاج والتوزيع متوفرة وأن المنتج الجديد مسوق لقاعدة عملاء موجودة معتادة على اسم العلامة التجارية ومعايير الجودة ونظام الخدمة...إلخ.
ملاحظة: الخوف الأكبر لمدراء الأعمال أن منتجاتهم الخضراء الجديدة سينتهي بها الأمر بنسب قيمة/تكاليف متراجعة، وبالتالي فسيكون تقدمها بطيئًا في السوق. يلعب استقرار سياسة الحكومة دورًا مهمًا هنا. عندما تؤجل تشريعات الحكومة التي توازن مجال التنافس أو تترك بالمرة، فإن الشركات النشطة ذات استراتيجيات المنتج الصلبة تتأذى. يمكن لهذا أن يسبب أضرارًا شديدة لعملية الانتقال وأن يؤدي إلى تردد اللاعبين بالتحرك بشكل فعال في المستقبل.
أفضل إستراتيجية تصميم هي:
- زيادة القيمة عندما تكون القيمة مرتفعة[HZ1]
- تخفيض التكاليف البيئية حيث ترتفع التكاليف البيئية